# Clematis campestris
Clematis campestris là một loài thực vật có hoa trong họ Mao lương. Loài này được A.St.-Hil. mô tả khoa học đầu tiên năm 1824.

## Hình ảnh

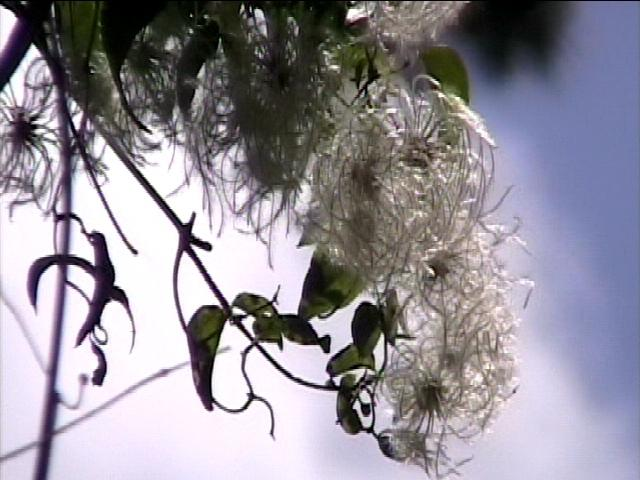